# Goldgruben-Laufkäfer

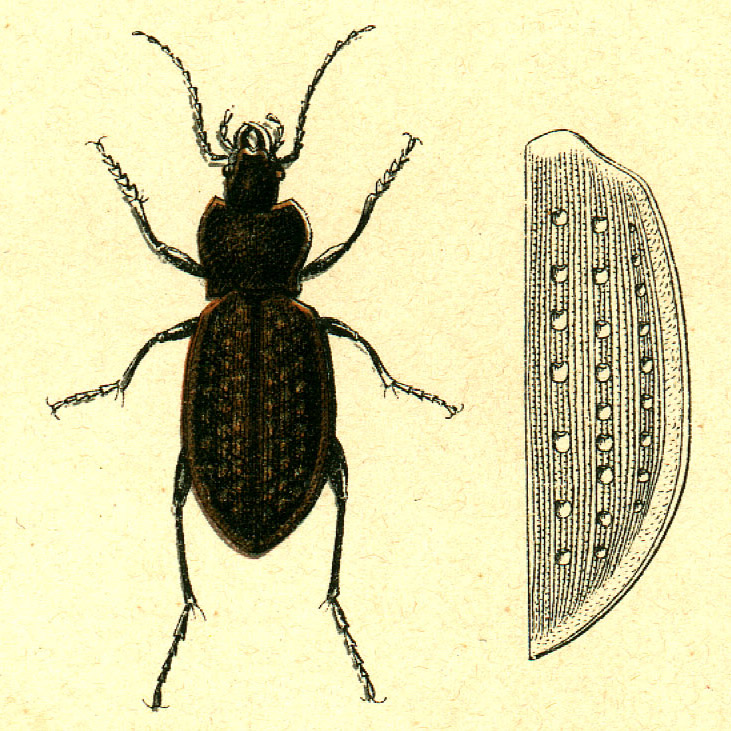
Goldgruben-Laufkäfer, Habitus und einzelne Flügeldecke mit Punktgruben

Der Goldgruben-Laufkäfer oder Gartenlaufkäfer (Carabus hortensis) ist ein Käfer aus der Familie der Laufkäfer (Carabidae).

## Merkmale
Dieser etwa mittelgroße Vertreter der Gattung Carabus erreicht eine Körperlänge von 22 bis 30 mm. Die ovalen bis langovalen, kräftig gewölbten Deckflügel sind kupfer- oder bronzebraun bis schwarz und fein gestreift. Zwischen zwei Primärstreifen sind jeweils 7 feinere Streifen ausgebildet, es sind also auch Quarternärintervalle vorhanden. Auffallend sind die je Deckflügel drei Reihen rotgoldener oder grüner Gruben, welche die Primärintervalle unterbrechen. Die Deckflügelränder sind breit aufgebogen und grün- oder kupfrig golden, blau oder violett glänzend.

## Verbreitung und Lebensraum
Das Verbreitungsgebiet des Goldgruben-Laufkäfers umfasst Nord-, Mittel- und Osteuropa, er fehlt in Großbritannien und den Niederlanden sowie in Südwesteuropa und auf den Mittelmeerinseln. In Nord-Süd-Richtung reicht die Verbreitung von Norwegen bis Norditalien und Südgriechenland. Entgegen dem Artepitheton hortensis und dem davon abgeleiteten deutschen Namen ist der „Gartenlaufkäfer“ ein typischer Waldbewohner und besiedelt in erster Linie lichte Laub- und Mischwälder sowie Parks und Hecken. Er bevorzugt dabei steinige oder kiesige Böden. Die Art kommt vom Tiefland bis ins Hochgebirge vor.

## Lebensweise
Die Käfer sind von April bis Oktober anzutreffen. Sie sind nachtaktiv und fressen Insekten, Schnecken und frisches Aas. Die Überwinterung erfolgt als Larve.

## Systematik
Die Art wurde Carl von Linné 1758 unter dem auch heute noch gültigen wissenschaftlichen Namen erstbeschrieben. Die Gattung Carabus wird in verschiedene Untergattungen eingeteilt. Carabus hortensis wird zur Untergattung Oreocarabus gestellt.

## Deutschsprachige Benennung
Alfred Brehm stellt in seinem populärwissenschaftlichen Tierleben fälschlich fest, dass er „häufiger auf Feldern als in Gärten“ zu finden ist und hielt den deutschen Namen „Gartenlaufkäfer“ daher für unpassend. Linnés Schüler Johann Christian Fabricius gab ihm den wissenschaftlichen Namen Carabus gemmatus, der aufgrund der Prioritätsregel heute nicht anerkannt wird. Brehm übersetzte diesen Namen mit „Edelstein-Laufkäfer“ und spielte damit auf die Zeichnung der Flügeldecken an, deren punktförmige Gruben „durch ihren Kupferglanz sich wie Edelsteine von dem mattschwarzen Untergrunde vortheilhaft abheben“. Diese metallisch glänzenden Punktgruben der Deckflügel führten zu der heute in der deutschsprachigen Literatur meist verwendeten Bezeichnung Goldgruben-Laufkäfer.